# Boule de billard
Pour les articles homonymes, voir boule et bille.

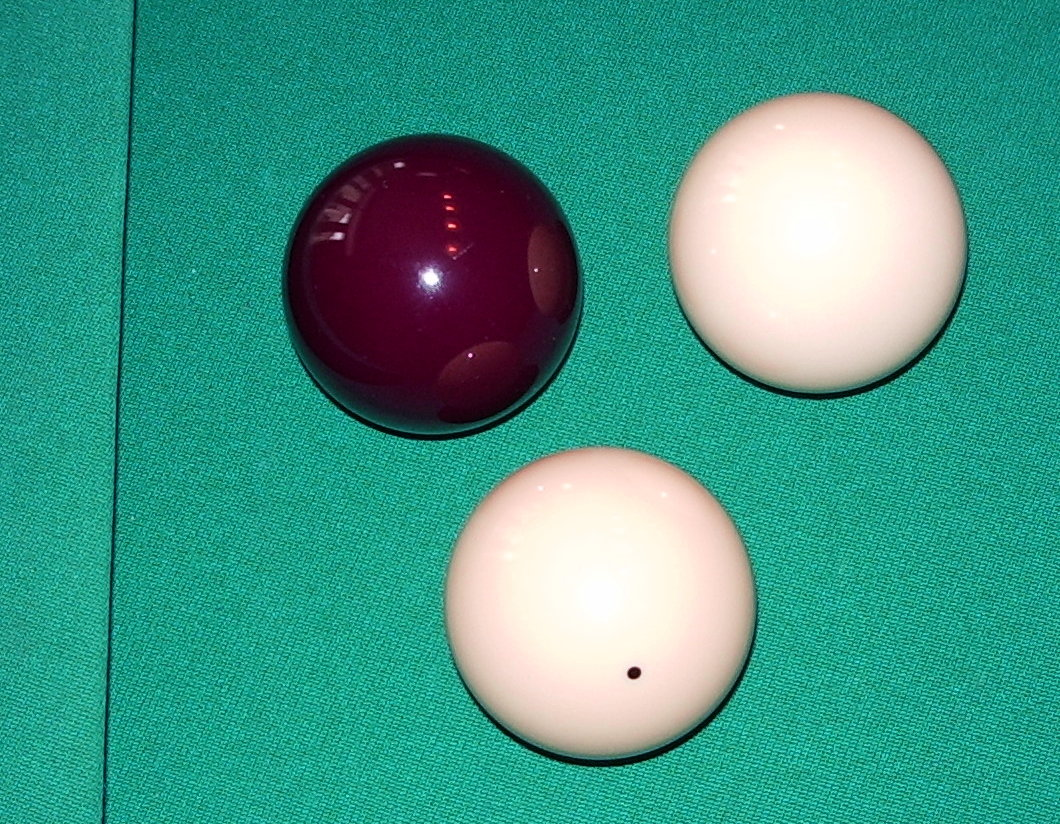
Jeu de 3 boules de billard français de 61.5 mm de diamètre.

Une bille de billard, familièrement appelée aussi boule de billard, est une boule destinée à un jeu de billard (pas un jeu de billard électrique). Le nombre, le type, le diamètre, la couleur (le plus souvent blanche ou rouge comme la carambole) et le modèle des boules diffèrent selon la variante des jeux de billard. Des valeurs spécifiées de densité, rondeur, dureté, coefficient de frottement et résilience sont requises pour assurer une bonne jouabilité.

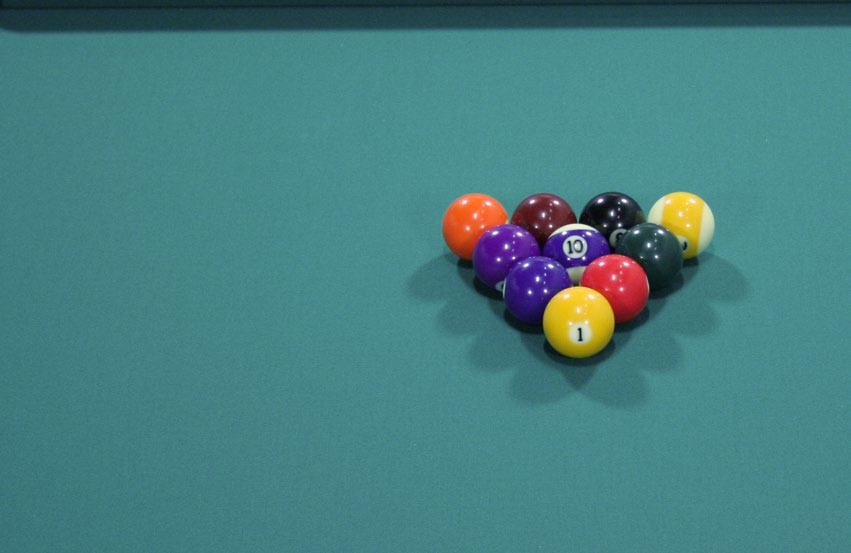
Billes de billard.

## Histoire

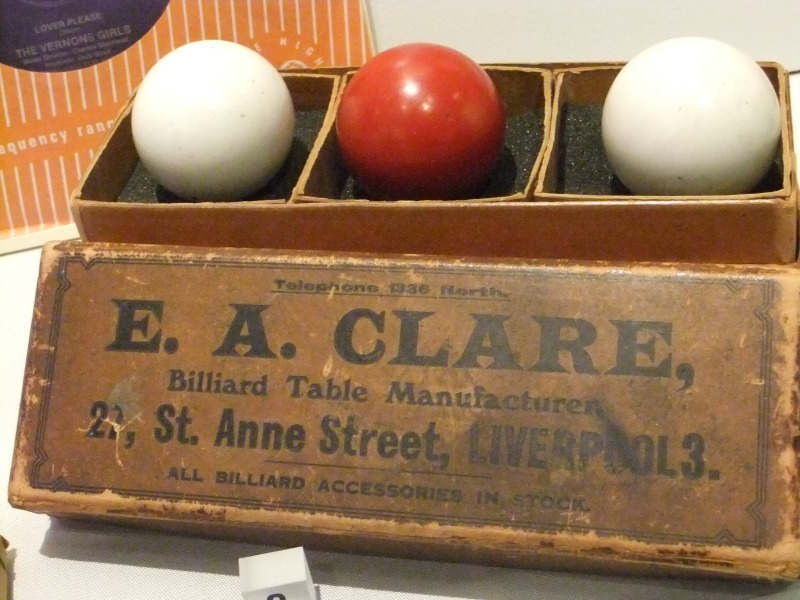
Jeu de boules de billard, musée de Liverpool.

Les premières boules de billard sont faites en bois et en argile mais résistent mal à l’usure. Les personnes plus riches préfèrent les boules en ivoire, plus résistantes, lisses et élastiques, qui apparaissent à partir de 1627 et dont l’utilisation se poursuit jusqu’au XXe siècle (notamment dans le billard artistique). Néanmoins la plus ancienne mention écrite de boule en ivoire se trouve dans l’inventaire de 1588 du duc de Norfolk. Principale source d’ivoire, chaque défense d’éléphant fournit par tournage mécanique au maximum 8 boules car seul le cœur de la défense fournit une boule qui roule facilement. Les boules en ivoire sont alors stockées sur de la gaze imbibée de vaseline pour protéger cette matière vivante, elles s’imposent au cours des siècles suivants malgré leurs défauts inhérents (phénomène de balourd, sphéricité déformée, la boule s’allongeant dans le sens du nerf de la défense), supplantant définitivement les boules en bois au début des années 1800. Le nerf traversant les billes en ivoire était parfois masqué par un point (bille pointée) et la carambole (bille rouge) était initialement colorée au sang de bœuf. À cette époque, les billes étaient soit incolores (couleur ivoire), soit rouges.

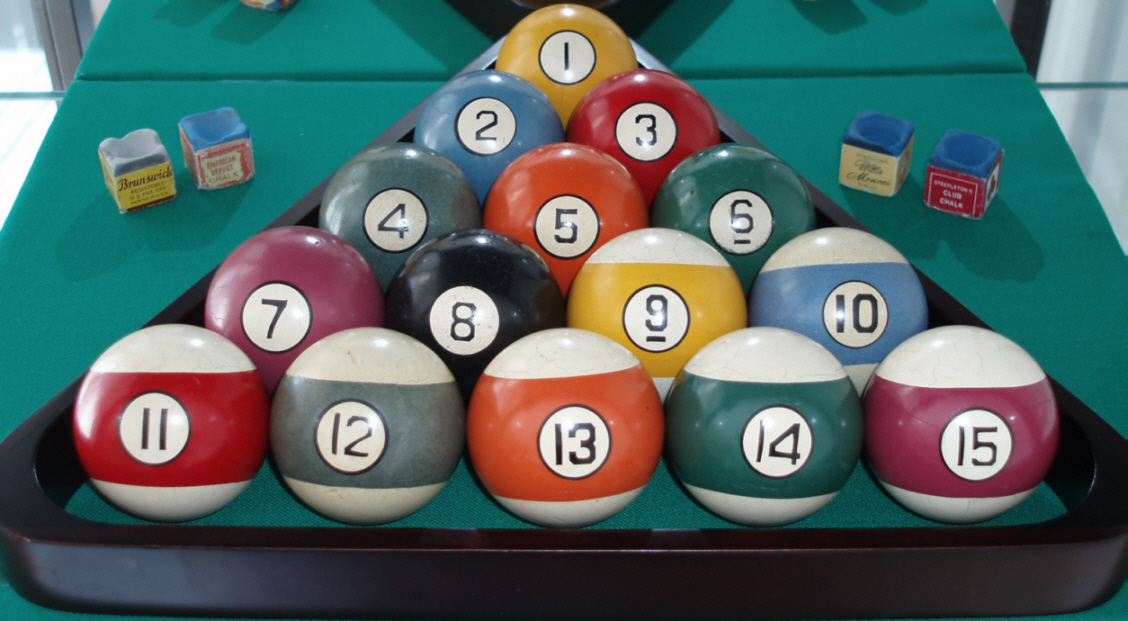
Boules de billard inventées par Raoul MAIN puis fabriquées vers 1920 par la Celluloid Manufacturing Company de John Wesley Hyatt.

La popularité du jeu de billard et l’usage intensif de l’ivoire fait craindre pour l’extinction de l’éléphant au milieu du XIXe siècle. De plus, le blocus imposé aux Sudistes pendant la guerre de Sécession aux États-Unis rend impossible l’importation de l’ivoire d’éléphant, si bien qu’un concours est lancé en 1863 par le groupe Phelan et Collender (fabricant notamment d'accessoires pour les billards) pour lui trouver un matériau de substitution, avec à la clé un prix de 10 000 $ (prix qui ne fut d’ailleurs jamais attribué). Dans le cadre de ce concours, l’imprimeur John Wesley Hyatt réussit en 1869 à recouvrir une bille de billard avec du collodion, solution de nitrate de cellulose additionnée de camphre (plastifiant facilitant le moulage à haute pression) diluée dans de l’acétone ou de l’éther, qui laisse un film de cellulose lorsque le solvant s’évapore (brevet américain 50359, premier brevet américain pour les boules de billard).
Ce matériau se révèle cependant trop fragile pour résister aux chocs des billes de billard entre elles si bien qu’il est principalement commercialisé pour d’autres usages (dents artificielles, manches de couteau, col et manchette de chemises) en 1870 : il s’agit du celluloïd, première matière plastique industrielle.
Au début du XXe siècle, pour éviter ce problème d’instabilité, l’industrie du billard expérimente divers matériaux synthétiques comme la bakélite, la galalithe ou la crystalite qui remplacent la celluloïd.
Les spécifications rigoureuses de la boule de billard actuelle sont rassemblées avec le moulage des boules en deux calottes à partir de matériaux en plastique fortement résistants à la fissuration et l’écaillage. Le principal fabricant de boules en résines phénoliques est la société belge Saluc. D’autres plastiques et résines telles que le polyester (sous différents noms commerciaux) et l’acrylique sont utilisés.

## Caractéristiques techniques
Une bille de billard est considérée comme un corps élastique parfaitement sphérique. Elle est aussi beaucoup utilisée comme référentiel visuel pour des explications sur les chocs élastiques. Pour ces modélisations, la bille est caractérisée par 3 valeurs :
- sa vitesse de déplacement, donnée par la puissance du coup ;
- sa rotation axiale (selon un axe horizontal perpendiculaire à la direction du déplacement de la boule) dépendant de la « hauteur d'attaque » avec la queue. Un effet rétro correspond à une rotation qui s’oppose au déplacement, effet coulé correspond à une rotation qui accélère le déplacement ;
- sa rotation latérale (selon un axe vertical), dépendant de la quantité d'effet latéral. La rotation est dite à gauche si en rebondissant sur la bande, la bille partira plus à gauche que si elle n'avait pas d'effet latéral et vice versa avec un effet à droite.

Une bille en résine phénolique utilisée dans un tournoi officiel a une masse volumique proche de 1,70 g/cm3 ce qui donne le tableau suivant :
| Jeu                        | Diamètre      | Poids      | Commentaires                |
| -------------------------- | ------------- | ---------- | --------------------------- |
| Billard russe              | 68 mm         | 280 g      |                             |
| Billard français           | 61,5 mm       | 209 g      |                             |
| Billard américain          | 57,2 mm       | 162 g      |                             |
| Billard à bouchon (bumper) | 54 mm         | 140 g      |                             |
| Snooker                    | 52,4 mm       | 140 g      |                             |
| BlackBall                  | 50,8 mm 48 mm | 118 g 96 g | Billes objets Bille blanche |

Dans le jeu

Effets donnés sur la boule de billard.

La vitesse de la bille blanche lors d'une casse varie entre 35 et 45 km/h (soit 12,5 m/s - vitesse qu’il est assez difficile de dépasser, même pour un joueur professionnel).
Il est considéré que le risque de fausse queue augmente exponentiellement lorsque le point d'impact s'éloigne du centre de la bille au-delà d'une longueur correspondant à un demi rayon de la bille (le point d'impact fait alors un angle d'environ 30° avec la normale - défini par un coup sans effet). Un des facteurs liés à la bille favorisant les fausses queues est son poids, et sa propreté (frapper une zone ayant une trace de bleu empêche l'accroche du procédé sur la bille).
Un autre phénomène qui se produit lors de l'impact de la bille est l'échauffement de la bille en 2 points. Cette chaleur est très superficielle mais peut être suffisante pour faire fondre une très fine pellicule de résine qui se déposera alors sur le tapis le maculant d'un point blanc (concerne surtout les tapis non directionnels). Les deux points d'échauffement sont celui en contact avec le procédé (qui ne laisse pas de marque) et celui en contact avec le tapis. Ces deux points se retrouvent dans une moindre mesure lors des chocs entre 2 billes.

## Dans la culture populaire

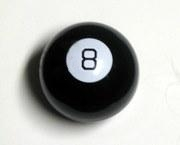
Une Magic 8 Ball.

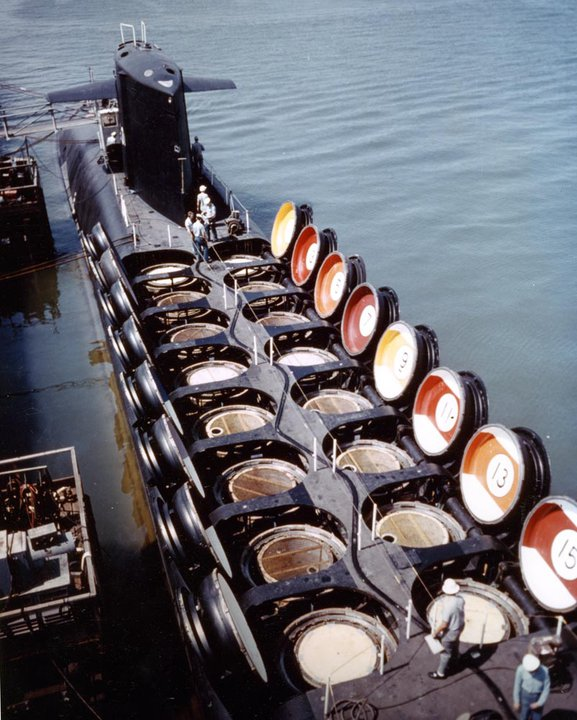
Le sous-marin USS Sam Rayburn avec un motif de boules de billard sur les écoutilles de ses missiles.

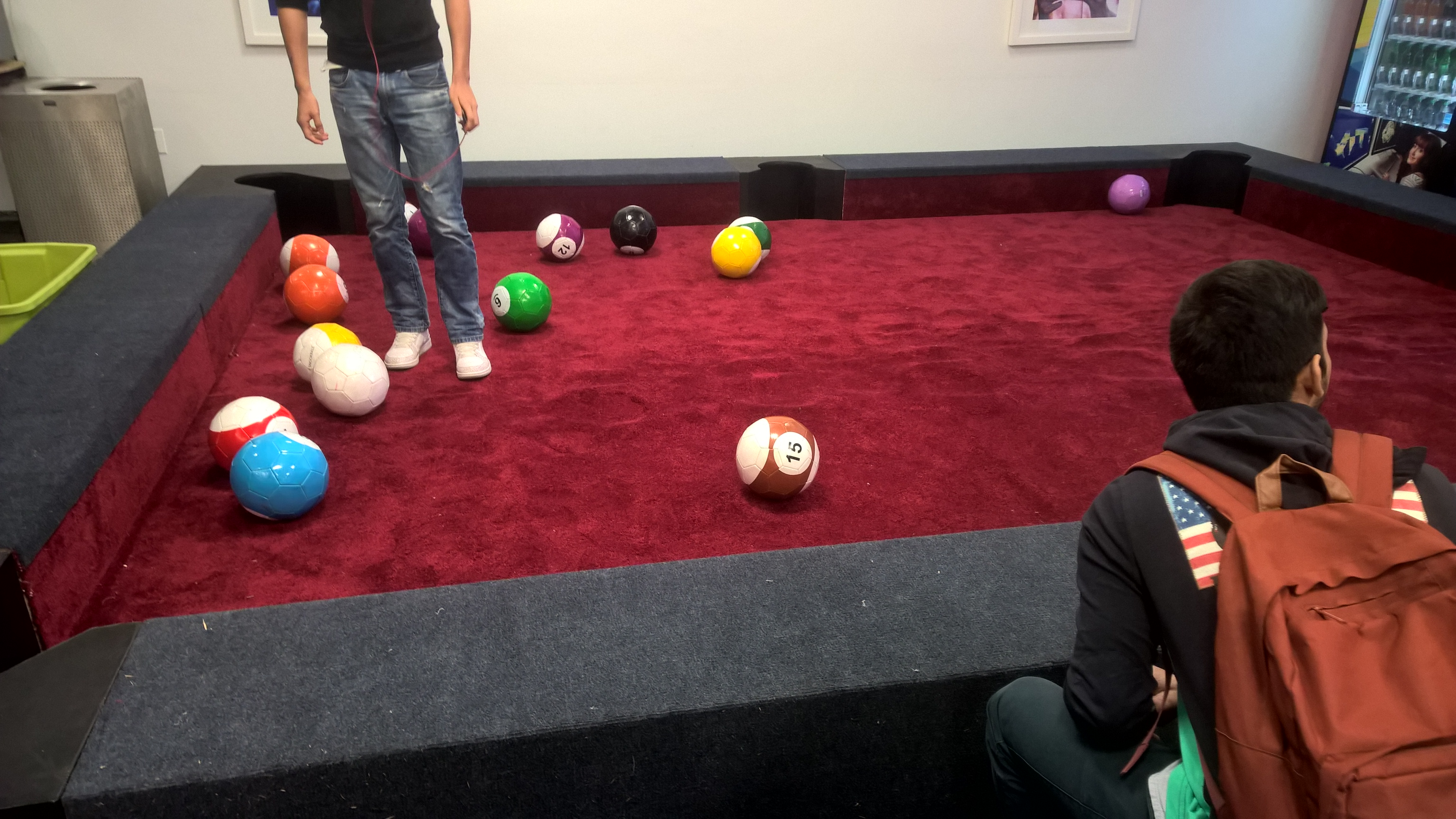
Boule grand

La boule 8 est fréquemment utilisée dans la culture occidentale, notamment comme icône de la culture américaine (T-shirts, couvertures et noms d’albums, tatouages, presse-papiers, briquets, boucles de ceinture, etc.). Un jouet classique, la Boule Magique Numéro 8 est censé dire l’avenir. Un lutteur (Harris Brothers (en)), un rappeur (8Ball and MJG) et un groupe de rock (8-Ball) ont tous adopté le nom de cette boule. Le terme « 8 Ball » est aussi un mot argotique pour désigner une forme de cocaïne, de méthamphétamine ou pour une bouteille de malt liquor, la Olde English 800 (en). Il a également été utilisé pour désigner les Afro-américains, particulièrement ceux à la peau plus foncée, comme dans le film Full Metal Jacket de Stanley Kubrick.
L’expression « crâne poli comme une boule de billard » est parfois utilisée pour décrire une personne chauve.